# Guarea riparia
Guarea riparia är en tvåhjärtbladig växtart som beskrevs av W.A. Palacios. Guarea riparia ingår i släktet Guarea och familjen Meliaceae. Inga underarter finns listade i Catalogue of Life.